# シャディ・エルナハス
シャディ・エルナハス（Shady El Nahas、1998年3月27日- ）は、カナダの柔道家。エジプト・アレクサンドリア出身。階級は100kg級。身長192cm。得意技は大腰、内股。兄のモハブも90kg級で活躍している。

## 人物
幼少の時に柔道の元アフリカチャンピオンであるいとこのユセフ一家とともにエジプトからカナダへ移住した。柔道は9歳の時に学校でのいじめから身を守るために始めた。一方で、兄の影響で肥満児だった5歳の時に痩せるために始めたとも語っている。2015年にはエジプト代表としてアフリカカデ選手権の90kg級で優勝した。その後はカナダ代表になると、2017年からベルギー国際100kg級で2年連続して3位になった。2018年のパンナムオープン・サントドミンゴで世界ランキング対象大会において初優勝を果たすも、世界ジュニアでは5位にとどまった。グランドスラム・大阪では伏兵ながら準決勝で飯田健太郎を合技で破るも、決勝ではウルフ・アロンに合技で敗れたが2位になった。2019年のグランドスラム・エカテリンブルグで3位になると、パンナム選手権では優勝した。カナダで初開催となったIJFワールド柔道ツアーのグランプリ・モントリオールでは準々決勝で元世界チャンピオンの羽賀龍之介に反則勝ちするなどして決勝まで進むも、エジプトのラマダン・ダルヴィッシュに一本負けして2位にとどまった。グランプリ・ザグレブではIJFワールド柔道ツアー初優勝を飾った。2021年7月に日本武道館で開催された東京オリンピックでは5位だった。2022年の世界選手権では7位だったが、パンアメリカン・オセアニア選手権と英連邦競技大会で優勝した。2023年の世界選手権では5位だったが、パンアメリカン・オセアニア選手権とパンアメリカン競技大会で優勝した。2024年の世界選手権では準々決勝で新井道大に合技で逆転勝ちすると、準決勝ではオリンピック代表争いをしていた同じカナダのレイズ・カヨルに反則勝ちするも、決勝ではアゼルバイジャンのゼリム・コツォイエフに技ありで敗れて2位にとどまった。続くパリオリンピックでは2回戦で敗れた。
IJF世界ランキングは3308ポイント獲得で6位（24/7/22現在）。

## 主な戦績
- 2015年 - アフリカカデ選手権 優勝（90kg級）
- 2017年 - ベルギー国際 3位
- 2018年 - ベルギー国際 3位
- 2018年 - パンナムオープン・サントドミンゴ 優勝
- 2018年 - 世界ジュニア 5位
- 2018年 - グランドスラム・大阪 2位
- 2019年 - グランドスラム・エカテリンブルグ 3位
- 2019年 - パンナム選手権 優勝
- 2019年 - グランプリ・フフホト 5位
- 2019年 - グランプリ・モントリオール 2位
- 2019年 - グランプリ・ザグレブ 優勝
- 2019年 -　グランドスラム・アブダビ 3位
- 2020年 -　グランドスラム・ブダペスト 3位
- 2020年 - パンナム選手権 優勝
- 2021年 -　グランドスラム・トビリシ 優勝
- 2021年 -　世界選手権 5位
- 2021年 -　東京オリンピック 5位
- 2021年 -　グランドスラム・バクー 2位
- 2021年 -　グランドスラム・アブダビ 3位
- 2022年 -　パンアメリカン・オセアニア選手権 優勝
- 2022年 -　英連邦競技大会 優勝
- 2022年 -　世界選手権 7位
- 2022年 -　グランドスラム・アブダビ 3位
- 2023年 -　グランドスラム・トビリシ　3位
- 2023年 -　世界選手権　5位
- 2023年 - パンアメリカン・オセアニア選手権　優勝
- 2023年 - グランドスラム・アブダビ　3位
- 2023年 - パンアメリカン競技大会　優勝
- 2024年 -　グランドスラム・トビリシ　2位
- 2024年 -　グランドスラム・アンタルヤ　2位
- 2024年 -　パンアメリカン・オセアニア選手権 優勝
- 2024年 - 世界選手権　2位

（出典）